# Discovery Channel (Stati Uniti d'America)
Discovery Channel (spesso chiamato semplicemente Discovery) è un canale televisivo internazionale di origine statunitense via cavo e satellitare, di proprietà della Warner Bros. Discovery, società gestita da David Zaslav.

## Descrizione
A partire da giugno 2012, Discovery Channel è il terzo canale via cavo più diffuso degli Stati Uniti, dietro TBS e The Weather Channel, ed è guardato da oltre 409 milioni di famiglie in tutto il mondo.
Il canale fornisce una programmazione televisiva focalizzata sulla documentaristica, principalmente sulla scienza popolare, la tecnologia, la storia e, dal 2010, reality televisivi e intrattenimento pseudo-scientifico. Punto forte del canale sono anche le serie televisive a tema investigativo (come il famoso MythBusters) e automobilistico.
I documentari sono spesso rivolti alla famiglia e ad un pubblico giovane. Una nota tradizione annuale del canale, vede la presenza della Shark Week (Settimana degli squali), che viene diffusa durante i mesi estivi. Nonostante la sua popolarità e il suo successo, il programma ha ottenuto critiche, in particolare dalla comunità scientifica, per le informazioni inaccurate.
A partire da febbraio 2015, Discovery Channel è disponibile a circa 96.589.000 famiglie con abbonamento televisivo a pagamento (83% delle famiglie con una televisione) negli Stati Uniti.

## Palinsesto

### In passato in onda
- Animal Face-Off